# 趙阿哥潘
趙 阿哥潘（ちょう あげはん、生没年不詳）は、モンゴル帝国に仕えた将軍の一人で、ウー・ツァン地方を故郷とするチベット人。祖父は趙巴命。父は趙阿哥昌。

## 概要
趙阿哥潘の先祖はウー・ツァンの烏思蔵掇族氏の出で、北宋に帰順して趙姓を与えられ、臨洮に居住するようになった一族であった。趙阿哥潘の父の趙阿哥昌は金朝に仕えて熙河節度使に任じられていた。金朝の滅亡時、蓮花山にいた趙阿哥昌は配下とともにモンゴルに降り、コデンによるチベット侵攻が始まった際には畳州安撫使とされた。趙阿哥昌は兵乱によって荒廃した畳州の復興に努め、80歳で亡くなるまで地位を全うした。
趙阿哥昌の息子の趙阿哥潘はモンゴル軍に加わって四川方面軍に配属され、南宋の曹友聞と何度か干戈を交え、軍功により同知臨洮府事とされた。その後も嘉陵江から閬州に至るまでで敵軍の船300艘余りを奪い、利州攻めでは劉太尉を生け捕りにし、潼川で南宋軍を破る功績を挙げた。南宋の劉雄飛が青居山を攻撃してくると、趙阿哥潘がこれを撃退し、ついで成都まで接近して嘉定を攻略した。更に陳侍郎・田太尉といった将を捕らえ、大小50余りの戦で常に先陣を切り功績を挙げてきたことにより、皇子コデンより金甲・銀器を与えられた。
1252年（壬子）よりクビライを司令官とする雲南・大理遠征が始まると、クビライは進軍路にあった臨洮で趙阿哥潘と出会い、その将才を見込んで摂元帥に任じ益昌での築城を命じた。南宋兵は趙阿哥潘の築城を矢石で妨害したが、趙阿哥潘は5年かけてこれを完成させた。第4代皇帝モンケ・カアンによる南宋親征が始まると趙阿哥潘は先鋒に抜擢され、安西を攻略した功績により金符を下賜され、臨洮府元帥の地位を授けられた。モンケ・カアンが合州の釣魚山に駐留する間、南宋の王堅が夜襲をかけたが、趙阿哥潘は配下の兵を率いてこれを撃退した。翌日、趙阿哥潘がこの報告を行うと、モンケ・カアンは喜んで黄金50両とバアトルの称号を授けたという。
1260年にモンケ・カアンが急死すると南宋遠征は取りやめとなり、趙阿哥潘は臨洮に戻った。この頃、臨洮は飢饉に陥っていたため、趙阿哥潘は私財をなげうって食糧を供給したため人々は餓えを免れたという。また、自らの有する馬100匹をジャムチ（駅伝）用の馬とし、羊1千を民間の輸送に用いさせることにより、民の負担を軽減させた。これを聞いた第5代皇帝クビライは趙阿哥潘の施策を嘉し、京兆行省に抜擢しようとしたが趙阿哥潘は辞退した。その後、兵を率いて青居山に赴いた時に南宋兵と遭遇し、戦死してしまった。趙阿哥潘は良馬を好んでいたが、その中でも上質な馬を毎年朝廷に献上しており、子孫もこの慣習を受け継いだという。
趙阿哥潘の死後、趙ジュルジ（趙重喜）という息子が地位を継ぎ、最終的に鞏昌二十四処宣慰使の職を与えられている。